# Ficus adolfi-friderici
Ficus adolfi-friderici är en mullbärsväxtart som beskrevs av Gottfried Wilhelm Johannes Mildbraed. Ficus adolfi-friderici ingår i släktet fikonsläktet, och familjen mullbärsväxter. Inga underarter finns listade i Catalogue of Life.